# Brzeski Instytut Pedagogiczny im. A.S. Puszkina
Brzeski Instytut Pedagogiczny im. A.S. Puszkina (biał. Брэсцкі педагагічны інстытут імя А. С. Пушкіна, Brescki piedahahiczny instytut imia A. S. Puszkina) – uczelnia na Białorusi istniejąca w latach 1950–1995.

## Charakterystyka
Instytut został utworzony w 1950 roku na bazie Brzeskiego Instytutu Nauczycielskiego. W roku akademickim 1992/1993 istniały na nim wydziały: fizyczno-matematyczny, przyrodoznawstwa, wychowania fizycznego, filologiczny, pedagogiczny, wychowania przedszkolnego, historyczny (od 1991 roku), przygotowania doinstytutowego. Pracowało w nim 498 wykładowców, w tym 20 profesorów i doktorów nauk (odpowiednik polskiego stopnia doktora habilitowanego), 228 docentów i kandydatów nauk (odpowiednik polskiego stopnia doktora), studiowało 6,8 tys. studentów. Nauczanie odbywało się w trybie dziennym i zaocznym. W Instytucie działały: punkt naukowo-konsultacyjny dla studentów zaocznych, stacja agrobiologiczna, muzeum zoologiczne, centrum obliczeniowe, laboratorium socjologiczne. Na uczelni prowadzono badania na temat historii, kultury, warunków życia i problemów ówczesnego rozwoju Polesia, prawidłowości rozwoju białoruskiej i światowej literatury, problemów funkcjonowania języków białoruskiego i rosyjskiego, ówczesnych procesów narodowych.
W 1995 roku Instytut został przekształcony w Brzeski Uniwersytet Państwowy im. Aleksandra Puszkina.